# Metalectra cryptogramma
Metalectra cryptogramma är en fjärilsart som beskrevs av William James Kaye. Metalectra cryptogramma ingår i släktet Metalectra och familjen nattflyn. Inga underarter finns listade i Catalogue of Life.